# 장일순
장일순(張壹淳, 1928년 10월 16일 - 1994년 5월 22일)은 대한민국의 사회운동가, 교육자이며 생명운동가이다. 도농 직거래 조직인 한살림을 만들었고 생명운동을 했다.

## 생애
경성공업전문학교 재학시, 미군 대령을 총장으로 하는 후신 국립 서울대학교 설립안 반대운동(국대안 파동)을 하다 제적되다. 그 후 원주에 정착, 원주 대성학원을 세운다. 그러나 그가 미국이나 소련의 일방적인 입장에만 서는 통일안에 반대하는 중립평화통일안 때문에 1961년 5.16 군사정권에 의해 3년에 가까운 시간 동안 옥살이를 하다. 1971년 10월 지학순 주교 등과 함께 박정희 정권의 부정부패를 폭로하는 가두시위에 참여하는 등 사회운동을 하게 된다. 이후 농민 운동을 하였으나, 김지하 등과 함께 운동을 반성해본 결과 기존의 농민운동이 실패했다고 판단하여 도시와 농촌이 직거래를 하고 자연요법으로 농사를 짓는 한살림 운동을 시작한다. 그 후 장자와 같은 무위자연의 삶을 추구한다. 1994년 5월 위암으로 별세한다.

## 연보
- 1928년 10월 16일 강원도 원주시 평원동에서 부친 장복흥(張福興)과 모친 김복희(金福姬)사이에 6남매 중 차남으로 출생. 호(號)는 호암(湖岩)이었으나, 60년대에는 청강(靑江)으로, 70년대에는 무위당(无爲堂)으로, 80년대에는 일속자(一粟子)로 바꾸어 씀. 어린 시절부터 할아버지 여운(旅雲) 장경호(張慶浩) 밑에서 한학을 익히는 한편 생명공경의 자세를 배움. 묵객으로 할아버지와 절친하던 우국지사 차강(此江) 박기정(朴基正)에게서 서화를 익힘.
- 1940년 원주초등학교 졸업. 천주교 원동교회에서 세례명 요한으로 영세를 받음. 서울로 유학.
- 1944년 배재고등학교를 졸업하고 경성공업전문학교(서울대학교 공과대학 전신)에 입학.
- 1945년 미군 대령의 총장 취임을 핵심으로 하는 국립서울대학교 설립안(이른바 국대안)에 대한 반대 투쟁의 주요 참여자로 지목되어 제적.
- 1946년 서울대학교 미학과(1회)에 입학.
- 1950년 6.25 동란으로 학업을 중단하고 원주로 돌아옴. 이후부터 줄곧 원주에서 생활.
- 1954년 도산 안창호 선생이 평양에 설립한 대성학원의 맥을 계승한다는 뜻에서 대성학원을 설립. 이후 5년간 이 학교의 이사장으로 봉직.
- 1955년 봉산동에 손수 토담집을 지어서 살기 시작함.
- 1956년 무소속 국회의원에 입후보하였으나 낙선.
- 1957년 이인숙(李仁淑)과 결혼. 슬하에 3남을 둠.
- 1960년 사회대중당 후보로 다시 국회의원에 출마하였으나 극심한 정치적 탄압으로 낙선.
- 1961년 5.16 군사 쿠데타가 일어난 직후 평소 주창하던 중립화 평화통일론이 빌미가 되어 '강원도2대악법반대투쟁위원회'사건으로 서대문 형무소와 춘천 형무소에서 3년간 옥고를 치름.
- 1963년 출소 후 다시 대성학원 이사장에 취임하였으나, 한일 굴욕외교 반대운동에 연루되어 이사장직을 박탈당함. 정치활동 정화법과 사회안전법 등에 묶여 모든 활동에 철저한 감시를 받기 시작함.
- 1964년 이 해부터 몇 해 동안 포도농사에 전념.
- 1968년 피폐해진 농촌과 광산촌을 살리고자 강원도 일대에서 신용협동조합운동을 전개하기 시작함.

- 1971년 10월에 지학순 주교 등과 함께 박정희 정권의 부정부패를 폭로하고 사회정의를 촉구하는 가두 시위를 주도. 이 시위는 70년대의 반독재 민주화 투쟁을 촉발하는데 큰 역할을 함. 이후부터는 민주화 운동을 막후에서 전개.
- 1973년 전 해 여름에 닥친 큰 홍수로 수해를 입은 지역을 복구하기 위해 지학순 주교와 함께 재해대책사업위원회를 발족. 민청학련사건에 연루된 구속자들의 석방을 위해 당시 로마에서 주교회의를 마치고 일본을 경유해 귀국을 준비하던 지학순 주교와 함께 국제사회에 관심과 연대를 호소.

- 1977년 "종래의 방향만으로는 안되겠다고 깨닫고" 지금까지 해오던 노동운동과 농민운동을 공생의 논리에 입각한 생명운동으로 전환할 것을 결심.
- 1983년 민주세력을 결집시켜 통일 운동을 전개하기 위해 <민주통일 국민연합>을 발족하는데 일조함.
- 1988년 한살림 운동의 기금조성을 위해 <그림마당 민>에서 서화전 개최. 다섯 번에 걸쳐 전시회를 가짐.
- 1989년 해월(海月) 최시형(崔時亨)선생의 뜻을 기리고자 원주시 호저면 송곡(松谷)에 비문을 쓰고 기념비를 세움.
- 1991년 지방자치제 선거를 앞두고 <참여와 자치를 위한 시민연대회의>를 발족하는데 고문으로 참여. 6월 14일 위암으로 원주기독병원에서 수술.
- 1992년 생명사상을 주제로 한 강연 다수.
- 1993년 노자의 도덕경을 생명사상의 관점에서 풀이한 『장일순의 노자이야기』(다산글방)를 이현주 목사의 도움으로 펴냄. 9월에 병세가 악화되어 재입원. 11월 13일 민청학련 운동승계 사업회로부터 투옥인사들의 인권보호와 석방을 위해 애쓴 공로로 감사패를 받음. 평생의 동지였던 지학순 주교의 정신을 잇기 위해 <지학순 주교 기념사업회>의 결성을 병상에서 독려.
- 1994년 5월 22일 봉산동 자택에서 67세를 일기로 영면.
- 1997년 녹색평론사에서 장일순 선생님의 이야기를 모은 『나락 한알 속의 우주』를 펴냄
- 1998년 상지대학교 전시관에서 장일순 유작전이 열흘간 열림
- 2001년 7주기를 맞이하여 원주 시립박물관 주최 무위당 선생 기획전시회를 두 달 동안 열음.
- 2004년 10주기를 맞이하여 토지문화관과 원주가톨릭센터, 원주시립박물관 일원에서 추모행사가 열림. 최성현이 쓴 <좁쌀 한 알>이 도솔출판사에서, 최종덕이 편집한 <너를 보고 나는 부끄러웠네>가 녹색평론사에서 출간됨.

- 2007년 9월 6일 무위당 선생의 사상적 유산인 원주밝음신협 건물 4층에 <무위당 기념관> 개관.

## 저서
그는 글을 쓰는 사람이 아니었지만, 그의 대담과 강연을 모아 펴낸 《나락 한알 속의 우주》(녹색평론사, 1997)가 있다. 이현주 목사와 함께 노자를 해설한 《무위당 장일순의 노자이야기》도 있다. 교사 곧 가르치는 노동자들의 노동조합인 전교조(전국교직원노동조합)에서 꾸리는 우리교육에서는 농학자 김순권 선생 등과 더불어 무위당 장일순 선생 이야기를 《나락 한알 속의 우주-무위당 장일순》으로 소개하기도 했다.

## 역대 선거 결과
|  | 7.41% |

|  | 12.76% |